# 荒尾宣就
荒尾 宣就（あらお のぶなり）は、江戸時代前期の因幡鳥取藩家老。倉吉荒尾家2代。家中に質素倹約を奨励し、号の恕心と通称の志摩から「恕心志摩」と称された。。

## 生涯
元和6年（1620年）、池田家老・荒尾嵩就の長男として生まれる。家老として藩主・池田光仲に仕えた。
寛永6年（1639年）、備中松山藩主・池田長幸の娘と結婚する。正保元年（1645年）、合力米1500俵を賜る。慶安3年（1650年）、鳥取東照宮建立の際に、荒尾成直、和田三信らと共に灯籠を奉納する。寛文2年（1662年）、父嵩就の隠居により家督相続し、米子8000石の領主となり、弟の重就を養嗣子と定める。寛文7年（1667年）、幕府より、藩主・光仲が江戸芝金杉堀の普請の課役を命じられ、監督を務める。延宝3年（1675年）11月、江戸城で将軍・徳川家綱に拝謁する。
天和3年（1683年）5月16日死去、享年64。家督は秀就が相続した。